# Gentio do Ouro
Gentio do Ouro är en kommun i Brasilien.   Den ligger i delstaten Bahia, i den östra delen av landet, 800 km nordost om huvudstaden Brasília. Antalet invånare är 10 720.
I omgivningarna runt Gentio do Ouro växer huvudsakligen savannskog. Runt Gentio do Ouro är det mycket glesbefolkat, med 5 invånare per kvadratkilometer.